# Taiacris couturieri
Taiacris couturieri är en insektsart som beskrevs av Donskoff 1986. Taiacris couturieri ingår i släktet Taiacris och familjen gräshoppor. Inga underarter finns listade i Catalogue of Life.